# Vatta
Vatta is een plaats (község) en gemeente in het Hongaarse comitaat Borsod-Abaúj-Zemplén. Vatta telt 976 inwoners (2001).

## Geboren
- Bertalan Szemere (1812-1869), Hongaars premier